# Пимен Европейски
Пимен (на македонска литературна норма: Пимен) е духовник на Македонската православна църква, европейски митрополит от 2006 г.

## Биография
Роден е в 1971 година в Ресен, тогава в Социалистическа федеративна република Югославия, днес в Северна Македония със светското име Сотир Илиевски. Учи в Богословския факултет на Скопския университет, но след завършване на трета година във факултета, заминава във Водочкия манастир в Струмица в 1997 година, където е подстриган за монах. Скоро след това става игумен на манастира и завършва висшето си образование.
По предложение на Светия синод на МПЦ вече като архимандрит заминава за Париж в 2004 година за да учи във факултета „Свети Сергей“. Междувременно е избран за епископ заедно с Методий Велички и Климент Хераклейски и става полянски епископ, викарий на Струмишката епархия.
На 6 април 2006 г. е назначен за администратор на Европейската епархия с катедра в Малмьо, Швеция.
На 11 ноември 2006 година е интронизиран в православната църква в Малмьо, Швеция от архиепископ Стефан Охридски и Македонски в съслужение с митрополит Горазд. На литургията освен многобройните православни миряни присъстват и представители на шведската църква и на шведското правителство, посланикът на Република Македония в Швеция, консулът на Република Македония в Берлин и представители на Римокатолическата църква.